# Manfred Meurer (géographe)
Pour les articles homonymes, voir Manfred Meurer.
Manfred Meurer, né le 22 mai 1947 à Aix-la-Chapelle et décédé le 3 novembre 2012, est un universitaire allemand.

## Biographie
Meurer étudie la géographie et la biologie à l'université technique de Rhénanie-Westphalie à Aix-la-Chapelle. De 1988 à 1992, il occupe un poste de professeur de géographie physique et de géoécologie à l'université catholique de Eichstätt-Ingolstadt. Depuis 1992, il est professeur titulaire à l'université de Karlsruhe où il devient directeur de son institut de géographie et de géoécologie.
Meurer est considéré comme l'un des rares experts allemands en activité à être un spécialiste de la géographie de la Tunisie, en particulier des écosystèmes forestiers du nord du pays dont celui des Mogods.
Parmi ses élèves académiques figurent Tillmann Buttschardt, Eckhard Jedicke et Hans-Niklaus Müller.

## Publications
- (en) Manfred Meurer, « Effects of shrub utilization on the vegetation cover in the Tunesian Mogod Mountains and suggestions for ecological suitable improvement measures », Natural Resources and Development, no 28,‎ 1988, p. 108-125.
- (de) Manfred Meurer, Geo- und weideökologische Untersuchungen im Mogod-Bergland Nordwest-Tunesiens unter besonderer Berücksichtigung der kleinbäuerlichen Ziegenhaltung, vol. XXIX, Stuttgart, Franz Steiner Verlag, coll. « Erdwissenschaftliche Forschung », 1993, 334 p. (ISBN 978-3515056373).
- (de) Manfred Meurer et Ludwig Nutz, « Brand und Beweidung als landschaftsmodifizierende Ökofaktoren im östlichen Mediterranraum - das Fallbeispiel Naxos », dans Themen, Trends und Thesen der Stadt- und Landschaftsökologie: Festschrift für Hans-Jürgen Klink, Bochum, Geographisches Institut der Ruhr-Universität Bochum, 2003, 153 p. (ISBN 978-3925143342), p. 110-116.